# امانوئل گایبل

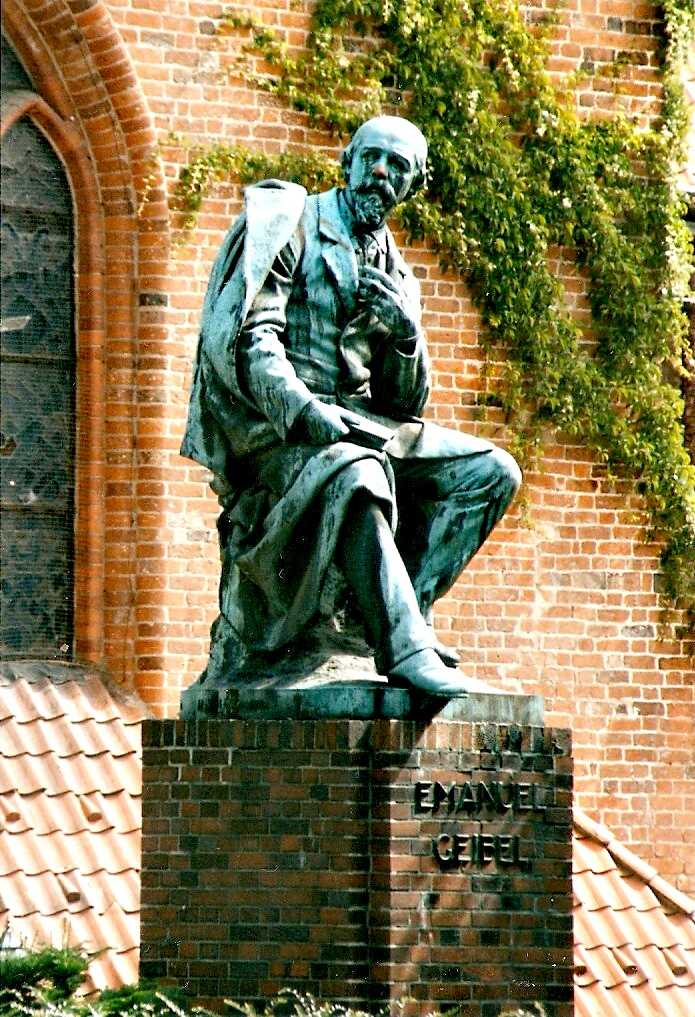
مجسمهٔ گایبل در زادگاهش لوبک

فرانتس امانوئل آوگوست (فون) گایبل (آلمانی: Franz Emanuel August (von) Geibel)، معروف به امانوئل گایبل (۱۷ اکتبر ۱۸۱۵ – ۶ آوریل ۱۸۸۴)، شاعر، مترجم، و نمایشنامه‌نویس اهل آلمان بود.

## زندگی
گایبل در ۱۸۱۵ در شهر لوبک زاده شد. او فرزند یک کشیش بود. گایبل در ابتدا قرار بود حرفهٔ پدرش را در پیش گیرد، و در بن و برلین تحصیل کرد؛ اما علایق واقعی او نه در الهیات، بلکه در لغت‌شناسی کلاسیک و زبان‌های رومیایی بود. در سال ۱۸۳۸، او یک معلم خصوصی در آتن پذیرفت و تا سال ۱۸۴۰ در آن شهر ماند. در همان سال، به همراه دوستش ارنست کورتیوس، مجموعه‌ای از ترجمه‌ها از زبان یونانی ر منتشر کرد. نخستین اشعار او در سال ۱۸۴۱ در کتابی با نام زمان منتشر شد. در سال ۱۸۴۲، او با حقوق سالانه ۳۰۰ تالر به خدمت فریدریش ویلهلم چهارم، پادشاه پروس، درآمد. در زمان وی، او تراژدی شاه رودریش (۱۸۴۳)، حماسهٔ شاه زیگورد براوتفارت (۱۸۴۶)، و یونیوس‌لیدر (۱۸۴۸، شامل اشعاری با سبکی پرشورتر و مردانه‌تر از اشعار اولیه‌اش) را خلق کرد….

## گزیدهٔ آثار
- مجموعه آثار[ج]، در ۸ مجلد، ۱۸۸۳ (ویرایش چهارم: ۱۹۰۶).
- اشعار[چ] (با ۱۳۰ ویرایش).
- گزیدهٔ اشعار، در یک مجلد، ۱۹۰۴.